# 严州 (广西)
严州，中国唐朝时设置的州。
乾封二年（667年），招致生獠，以秦朝故桂林郡地置。治所在来宾县（今广西壮族自治区来宾市东南旧来宾）。下辖三县：来宾县、循德县（广西来宾市寺山乡）、归化县（广西来宾市凤凰镇）。辖境相当今广西壮族自治区合山市、来宾市一带。天宝元年（742年）改循德郡。乾元元年（758年）复为严州。 
严州刺史
- 李文弘（唐高宗时）
- 廖伯元（大历年间）
- 李遇（847年）
- 薛遐翼（咸通年间）
- 王进诚（乾宁、光化年间）
- 刘昭禹